# Olivia Rossetti Agresti
Olivia Rossetti Agresti (Londra, 30 settembre 1875 – Roma, 6 novembre 1960) è stata una scrittrice, traduttrice e editrice inglese, con il matrimonio si trasferì in Italia assumendo poi la cittadinanza italiana.
Membro di una delle più importanti famiglie artistiche e letterarie d'Inghilterra, la sua traiettoria politica anticonvenzionale iniziò con l'anarchismo, proseguì con la Società delle Nazioni e finì con il fascismo italiano. Il suo coinvolgimento con quest'ultimo ha portato ad un'importante corrispondenza e amicizia con Ezra Pound, che la menziona due volte nei suoi Canti.

## Famiglia
Nacque Olivia Frances Madox Rossetti a Londra dalla pittrice Lucy Madox Brown e da William Michael Rossetti, uno dei sette membri fondatori dei Preraffaelliti e editore della rivista letteraria The Germ.  Tra i suoi nonni ci furono Gabriele Rossetti e Frances Polidori, figlia di Gaetano Polidori, e Ford Madox Brown. Tra i suoi cugini ci fu Ford Madox Ford (figlio di Francis Hueffer e di Catherine Madox Brown, sorellastra della madre Lucy). Tra i suoi zii ci furono Maria Francesca Rossetti, Dante Gabriel Rossetti e Christina Rossetti. Erano suoi prozii John Polidori e Domenico Rossetti.   

## Anarchismo
Ancora adolescenti, Olivia e sua sorella, la futura Helen Rossetti Angeli (1879-1969), iniziarono a pubblicare un giornale anarchico, The Torch, nel seminterrato della loro casa di famiglia. Nonostante la loro giovinezza, questo sforzo divenne il nucleo di un importante gruppo anarchico che comprendeva Pëtr Kropotkin e Sergej Kravčinskij, tra le loro pubblicazioni di punta ci fu l'opuscolo Why I Am an Anarchist di George Bernard Shaw. Anni dopo, con lo pseudonimo "Isabel Meredith", Olivia e Helen pubblicarono A Girl Among the Anarchists, una storia romanzata dei loro giorni di precoci bambini rivoluzionari. Queste avventure sono state anche raccontate dal cugino Ford Madox Ford nel suo memoriale del 1931 Return to Yesterday.
Una conseguenza di questa attività politica fu il matrimonio di Olivia nel 1897 con l'anarchico e giornalista italiano Antonio Agresti (1866-1926), che portò alla sua emigrazione dall'Inghilterra all'Italia, prima a Firenze poi a Roma. Olivia rimase qui per il resto della sua vita e alla fine divenne cittadina italiana. Durante i suoi primi anni in Italia ha continuato con attività letterarie legate al suo attivismo politico, tra cui una biografia del pittore e rivoluzionario italiano Giovanni Costa.

## Internazionalismo
Il secondo periodo della vita della Rossetti Agresti iniziò nel 1904, quando incontrò il riformatore agricolo americano David Lubin. Mercante e filantropo di origine polacca proveniente da Sacramento negli Stati Uniti d'America, Lubin era giunto a Roma in cerca di uno sponsor statale per il suo innovativo progetto di istituzione di una Commissione internazionale del Commercio. Non conoscendo la lingua italiana, Lubin assunse la Rossetti Agresti come interprete e iniziò così una stretta collaborazione tra i due che continuò fino alla sua morte.
Con la collaborazione della Rossetti Agresti, gli sforzi fatti da Lubin in Italia, precedentemente inascoltato in patria e in molti stati europei a cui si era rivolto, hanno segnato la storia. Infatti, dopo aver ottenuto l'inaspettato sostegno del re d'Italia Vittorio Emanuele III, la visione di Lubin divenne realtà con la fondazione, nel 1905, dell'Istituto internazionale di agricoltura, con sede a Roma. La prima organizzazione internazionale moderna, è stata salutata come un precursore significativo del governo mondiale da luminari come H.G. Wells e Louis Brandeis. Il 2 gennaio 1919, David Lubin muore stroncato dalla spagnola, la terribile epidemia che devastò l'Europa. Rossetti Agresti intraprese allora una campagna pubblica per una stretta cooperazione tra l'Istituto internazionale di agricoltura e la nascente Società delle Nazioni, che presto la assunse come membro dello staff della delegazione italiana. Ha continuato a lavorare come interprete per la Lega a Ginevra dal 1922 al 1930. Il suo ultimo incarico come interprete professionista è avvenuto nel 1945 quando, su richiesta personale del primo ministro italiano, Alcide De Gasperi, lo ha accompagnato a Londra per le riunioni del Consiglio dei Ministri degli esteri. Secondo le sue memorie inedite, gli incontri in cui fece da interprete hanno coinvolto personaggi di primo piano come Ernest Bevin e Vjačeslav Molotov.

## Fascismo
Nel 1921 le inclinazioni anarchiche della prima fase della sua vita, influenzate da anni di esposizione alle teorie di Lubin sull'organizzazione cooperativa della società, l'avevano trasformata in un'entusiastica sostenitrice del corporativismo e, di conseguenza, della riorganizzazione corporativa dell'economia italiana messa in atto da Benito Mussolini. Dal 1921 al 1943 cura la corrispondenza dell'Associazione fra le Società per Azioni, un gruppo poi strettamente legato ai fascisti, e nel 1938 è coautrice con Mario Missiroli di un'opera teorica sull'organizzazione fascista.
Nel 1937, la pubblicazione su riviste di economia portò Rossetti Agresti in contatto professionale con Ezra Pound, anche lui residente in Italia e interessato ad argomenti economici. Iniziò così una lunga corrispondenza tra i due che durò fino al 1959, l'anno prima della morte della scrittrice. Parte di questa corrispondenza è stata redatta e pubblicata nel 1998 dalla University of Illinois Press.
Agresti divenne praticamente un membro della famiglia allargata di Pound con il passare degli anni, e lei e le sue due figlie italiane adottate furono ospiti frequenti al castello di Brunnenburg in Trentino-Alto Adige. È stata attiva per anni nella campagna internazionale per liberare Pound dal manicomio in cui era stato rinchiuso dal governo degli Stati Uniti, e Pound a sua volta ha cercato di assisterla in vecchiaia. Pound si riferisce a Rossetti Agresti due volte nei suoi Canti. 

## Opere scelte
- (EN) Isabel Meredith (pseudonimo per Olivia e Helen Rossetti), A Girl Among the Anarchists, Internet Archive, 1903, OCLC 920950823.
- (EN) Giovanni Costa: his life, work, & times, Londra, Grant Richards, 1904, OCLC 252468955.
- (EN) David Lubin: A Study in Practical Idealism, Boston, Little, Brown and Company, 1922, OCLC 958529813.
- In tema di economia programmata, Roma, Tipografia delle Terme, 1933, SBN TO01446279.
- (EN) Mario Missiroli e Olivia Rossetti Agresti, The Organization of the Arts and Professions in the Fascist Guild State, Roma, Laboremus, 1938, OCLC 1721116.

### Articoli
- (EN) Gli operai americani e l'emigrazione italiana, in Nuova antologia di scienze, lettere e arti, Serie 5 v. 143, Roma, 1909,  pp. 498-501, SBN RMS2565708.
- (EN) Commercialismo e giornalismo, in Nuova antologia di scienze, lettere e arti, Serie 5 v. 150, Roma, 1910,  pp. 345-350, SBN RMS2574386.
- (EN) LEAGUE OF AGRICULTURE; How Institute David Lubin Founded Will Supplement Greater League of Nations, in New York Times, New York, 23 maggio 1920.

### Traduzioni
- Ezra Pound, A che serve il danaro?, San Giorgio, 1980, SBN USM1690785.
- Pëtr Alekseevič Kropotkin, Le memorie di un rivoluzionario, Università popolare, 1912, SBN LO11137471.
- (EN) Cesare Longobardi, Land-reclamation in Italyː rural revival in the building of a nation, New York, AMS press, 1975, SBN SBL0049821.